# José Nicolás de Azara
Don José Nicolas de Azara (1731-1804) var en spansk diplomat, broder til Félix de Azara.
Azara var fra 1765 sendemand i Rom og havde ikke ubetydelig andel i Jesuitterordenens ophævelse. Azara samlede sig et stort og udvalgt bibliotek og et betydeligt antal
malerier og antikviteter og støttede på alle måder videnskaben og kunsten.
Da de franske indtog Rom 1798, flygtede Azara til Firenze, hvorfra
han dog snart gik til Paris som sin regerings sendemand. Som gesandt i Paris stræbte han at
knytte Spaniens interesser så nøje som muligt til Frankrigs.
Azara udgav sin ven Anton Rafael Mengs' værker (1780, 2 bind) med en levnedsskildring af
den store maler.